# Sains
Sains (bretonisch: Sent, Gallo: Saent) ist eine französische Gemeinde mit 457 Einwohnern (Stand: 1. Januar 2022) im Département Ille-et-Vilaine in der Region Bretagne. Sie gehört zum Arrondissement Saint-Malo und zum Kanton Dol-de-Bretagne. Die Einwohner werden Sainsois genannt.

## Geographie
Sains liegt etwa 36 Kilometer ostsüdöstlich von Saint-Malo und sechs Kilometer südlich der Ärmelkanalküste. Umgeben wird Sains von den Nachbargemeinden Saint-Marcan und Roz-sur-Couesnon im Norden, Saint-Georges-de-Gréhaigne im Nordosten und Osten, Pleine-Fougères im Südosten und Süden, La Boussac im Südwesten sowie Saint-Broladre im Westen und Nordwesten.

## Bevölkerungsentwicklung
| Jahr                       | 1962 | 1968 | 1975 | 1982 | 1990 | 1999 | 2006 | 2013 | 2020 |
| Einwohner                  | 543  | 569  | 628  | 667  | 569  | 504  | 482  | 492  | 458  |
| Quellen: Cassini und INSEE |      |      |      |      |      |      |      |      |      |

## Sehenswürdigkeiten
- Kirche Saint-Pierre, 1861 bis 1868 erbaut

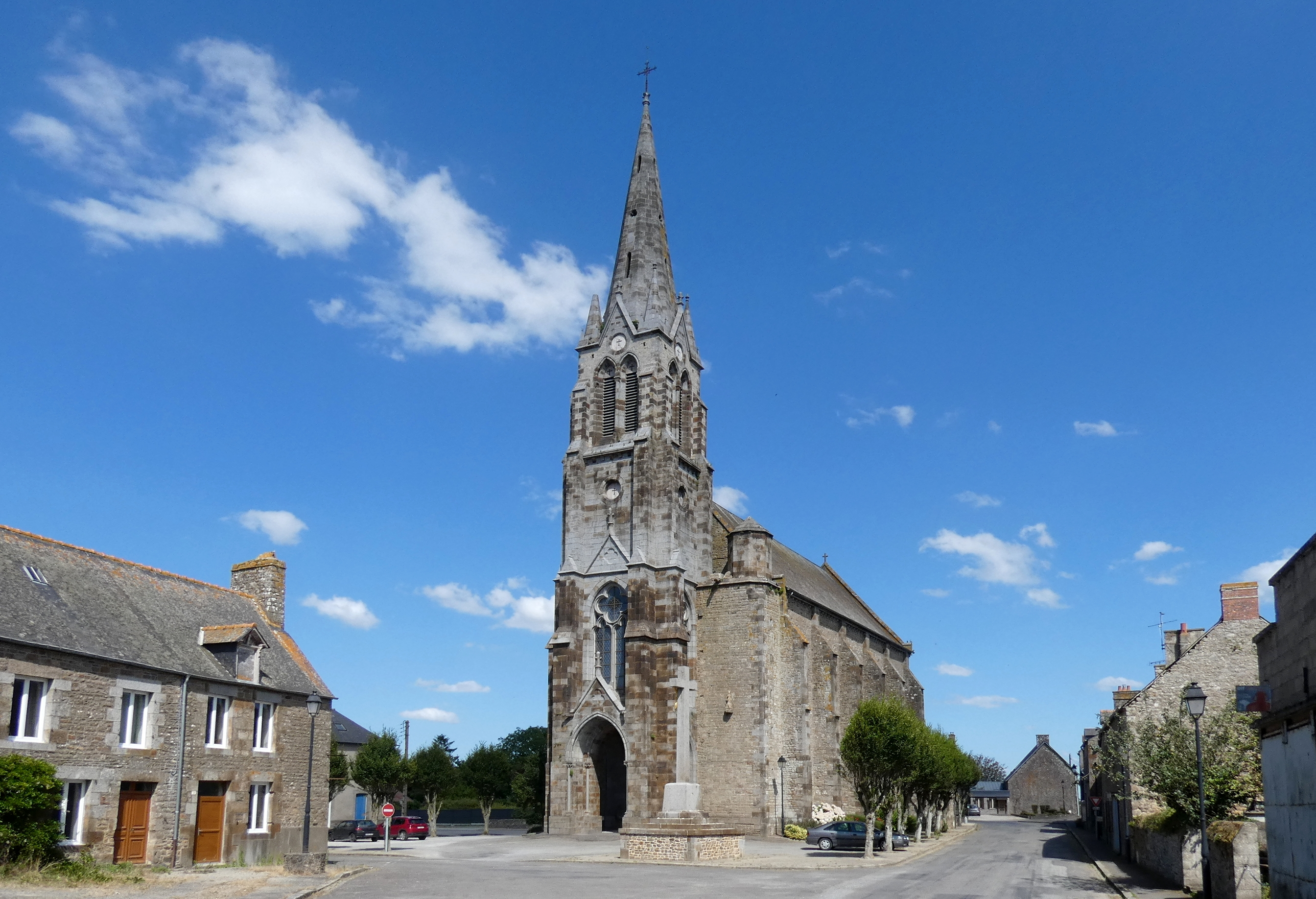
Kirche Saint-Pierre